# Baudoncourt
Baudoncourt est une commune française située dans le département de la Haute-Saône, en Franche-Comté, dans la région administrative Bourgogne-Franche-Comté.

## Géographie

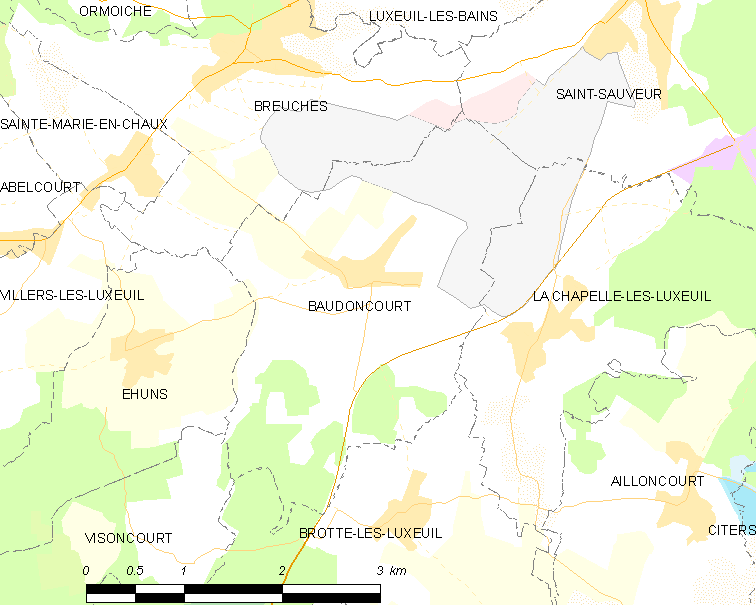
Situation de Baudoncourt

### Communes limitrophes
| Breuches   |                    | Saint-Sauveur           |
| Éhuns      | Baudoncourt        | La Chapelle-lès-Luxeuil |
| Visoncourt | Brotte-lès-Luxeuil |                         |

### Hydrographie
Quelques plans d'eau sont présents à l'extrémité nord-ouest du territoire communal et sont limitrophes de la base aérienne 116 ; il s'agit d'anciennes gravières,.

### Climat
Pour des articles plus généraux, voir Climat de la Bourgogne-Franche-Comté et Climat de la Haute-Saône.
En 2010, le climat de la commune est de type climat de montagne, selon une étude du Centre national de la recherche scientifique s'appuyant sur une série de données couvrant la période 1971-2000. En 2020, Météo-France publie une typologie des climats de la France métropolitaine dans laquelle la commune est exposée à un climat semi-continental et est dans la région climatique  Lorraine, plateau de Langres, Morvan, caractérisée par un hiver rude (1,5 °C), des vents modérés et des brouillards fréquents en automne et hiver. 
Pour la période 1971-2000, la température annuelle moyenne est de 10,2 °C, avec une amplitude thermique annuelle de 17,2 °C. Le cumul annuel moyen de précipitations est de 1 058 mm, avec 13,3 jours de précipitations en janvier et 10,1 jours en juillet. Pour la période 1991-2020, la température moyenne annuelle observée sur la station météorologique de Météo-France la plus proche, « Luxeuil », sur la commune de Saint-Sauveur à 4 km à vol d'oiseau, est de 10,8 °C et le cumul annuel moyen de précipitations est de 977,3 mm. 
La température maximale relevée sur cette station est de 38,9 °C, atteinte le 25 juillet 2019 ; la température minimale est de −25,9 °C, atteinte le 16 janvier 1966,,. 
Les paramètres climatiques de la commune ont été estimés pour le milieu du siècle (2041-2070) selon différents scénarios d'émission de gaz à effet de serre à partir des nouvelles projections climatiques de référence DRIAS-2020. Ils sont consultables sur un site dédié publié par Météo-France en novembre 2022.

## Urbanisme

### Typologie
Au 1er janvier 2024, Baudoncourt est catégorisée commune rurale à habitat dispersé, selon la nouvelle grille communale de densité à sept niveaux définie par l'Insee en 2022.
Elle appartient à l'unité urbaine de Luxeuil-les-Bains, une agglomération intra-départementale regroupant six  communes, dont elle est une commune de la banlieue,,. Par ailleurs la commune fait partie de l'aire d'attraction de Luxeuil-les-Bains, dont elle est une commune de la couronne,. Cette aire, qui regroupe 41 communes, est catégorisée dans les aires de moins de 50 000 habitants,.

### Occupation des sols
L'occupation des sols de la commune, telle qu'elle ressort de la base de données européenne d’occupation biophysique des sols Corine Land Cover (CLC), est marquée par l'importance des territoires agricoles (52 % en 2018), en diminution par rapport à 1990 (56,2 %). La répartition détaillée en 2018 est la suivante : 
prairies (29,8 %), zones industrielles ou commerciales et réseaux de communication (20,9 %), forêts (18,2 %), zones agricoles hétérogènes (14 %), terres arables (8,3 %), zones urbanisées (6,5 %), eaux continentales (2,5 %). L'évolution de l’occupation des sols de la commune et de ses infrastructures peut être observée sur les différentes représentations cartographiques du territoire : la carte de Cassini (XVIIIe siècle), la carte d'état-major (1820-1866) et les cartes ou photos aériennes de l'IGN pour la période actuelle (1950 à aujourd'hui).

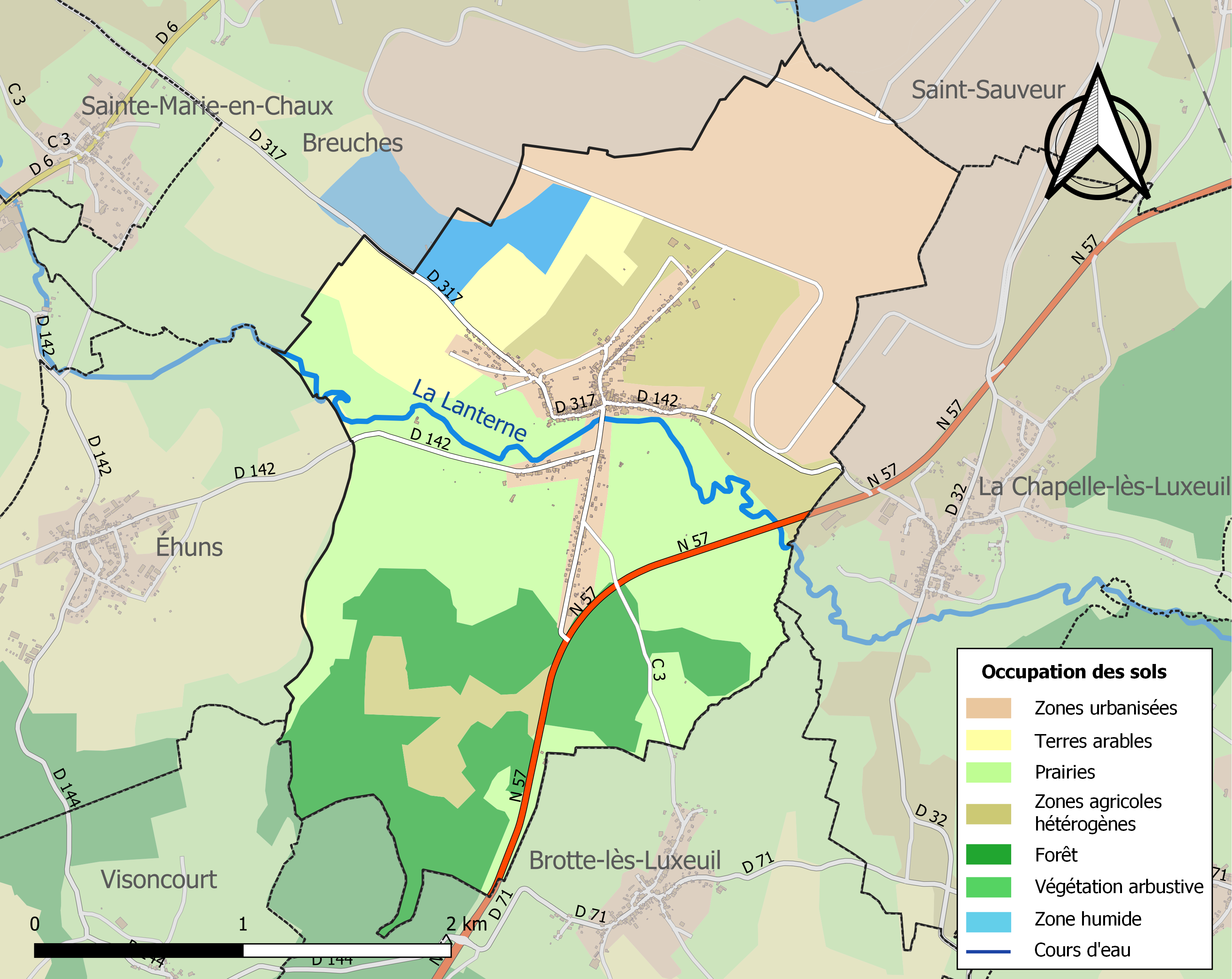
Carte des infrastructures et de l'occupation des sols de la commune en 2018 (CLC).

## Histoire
La base aérienne 116 Luxeuil-Saint Sauveur est établie, pour une grande partie de sa superficie, sur le territoire de la commune de Baudoncourt.

## Politique et administration

Carte départementale représentant en rouge la communauté de communes du Pays de Luxeuil.

### Rattachements administratifs et électoraux
La commune fait partie de l'arrondissement de Lure du département de la Haute-Saône, en région Bourgogne-Franche-Comté. Pour l'élection des députés, elle dépend de la deuxième circonscription de la Haute-Saône.
Elle faisait partie depuis 1793  du canton de Luxeuil-les-Bains, puis, lors de sa scission en 1985, la commune a été rattachée au nouveau canton de Saint-Sauveur. Dans le cadre du redécoupage cantonal de 2014 en France, la commune est à nouveau rattachée au canton de Luxeuil-les-Bains, qui compte désormais 12 communes.

### Intercommunalité
La commune fait partie de la communauté de communes du Pays de Luxeuil créée le 15 novembre 2001.

### Liste des maires

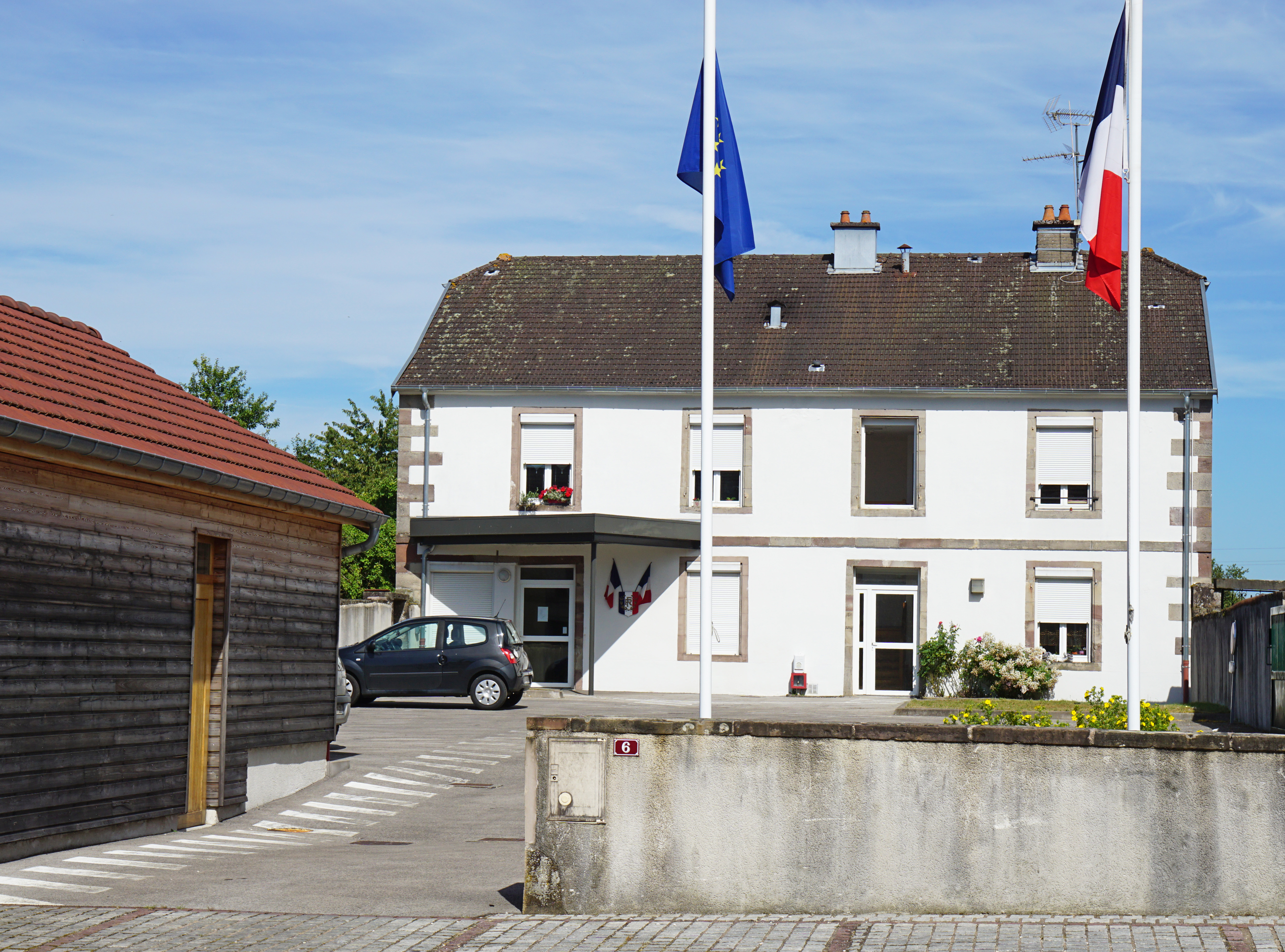
La mairie.

| Période                                  | Période      | Identité               | Étiquette    | Qualité              |
| ---------------------------------------- | ------------ | ---------------------- | ------------ | -------------------- |
| Les données manquantes sont à compléter. |              |                        |              |                      |
| 1906                                     | 1908         | Jules Grosjean         |              |                      |
| 1908                                     | 1928         | Joseph Bourgogne       |              |                      |
| 1928                                     | 1944         | Charles Jeanparis      |              |                      |
| 1945                                     | 1953         | Henri Favret           |              |                      |
| 1953                                     | 1965         | Charles Burgey         |              |                      |
| 1965                                     | 1971         | Robert Burgey          |              |                      |
| 1971                                     | 1983         | Robert Chrétien        | DVG          |                      |
| 1983                                     | 1994         | Jacques Simonin        |              |                      |
| 1994                                     | mars 2001    | Xavier Eck             |              |                      |
| mars 2001                                | mars 2008    | Guy Chrétien           |              | Chauffeur-livreur    |
| mars 2008                                | juillet 2017 | Christophe Lejeune     | DVG puis REM | Député (2017 → 2022) |
| juillet 2017                             | octobre 2017 | Gaël Suty              |              | Maire par intérim    |
| octobre 2017                             | mai 2020     | Jean-Sébastien Bresson |              |                      |
| mai 2020                                 | en cours     | Gérard Grosjean        |              |                      |

## Démographie
L'évolution du nombre d'habitants est connue à travers les recensements de la population effectués dans la commune depuis 1793. Pour les communes de moins de 10 000 habitants, une enquête de recensement portant sur toute la population est réalisée tous les cinq ans, les populations de référence des années intermédiaires étant quant à elles estimées par interpolation ou extrapolation. Pour la commune, le premier recensement exhaustif entrant dans le cadre du nouveau dispositif a été réalisé en 2004.

En 2022, la commune comptait 484 habitants, en évolution de −11,84 % par rapport à 2016 (Haute-Saône : −1,4 %, France hors Mayotte : +2,11 %).
| 1793 | 1800 | 1806 | 1821 | 1831 | 1836 | 1841 | 1846 | 1851 |
| ---- | ---- | ---- | ---- | ---- | ---- | ---- | ---- | ---- |
| 530  | 635  | 615  | 702  | 850  | 827  | 825  | 853  | 867  |

| 1856 | 1861 | 1866 | 1872 | 1876 | 1881 | 1886 | 1891 | 1896 |
| ---- | ---- | ---- | ---- | ---- | ---- | ---- | ---- | ---- |
| 831  | 842  | 824  | 824  | 833  | 818  | 821  | 767  | 712  |

| 1901 | 1906 | 1911 | 1921 | 1926 | 1931 | 1936 | 1946 | 1954 |
| ---- | ---- | ---- | ---- | ---- | ---- | ---- | ---- | ---- |
| 739  | 755  | 716  | 616  | 593  | 577  | 545  | 532  | 520  |

| 1962 | 1968 | 1975 | 1982 | 1990 | 1999 | 2004 | 2006 | 2009 |
| ---- | ---- | ---- | ---- | ---- | ---- | ---- | ---- | ---- |
| 490  | 476  | 502  | 547  | 532  | 539  | 534  | 529  | 551  |

| 2014 | 2019 | 2022 | - | - | - | - | - | - |
| ---- | ---- | ---- | - | - | - | - | - | - |
| 552  | 500  | 484  | - | - | - | - | - | - |

## Culture locale et patrimoine

### Lieux et monuments
- Sculpture en terre cuite de saint Colomban et de saint Jean Porte Latine.
- Ancien moulin à farine Henry, désaffecté, de la fin du XIXe siècle[26].

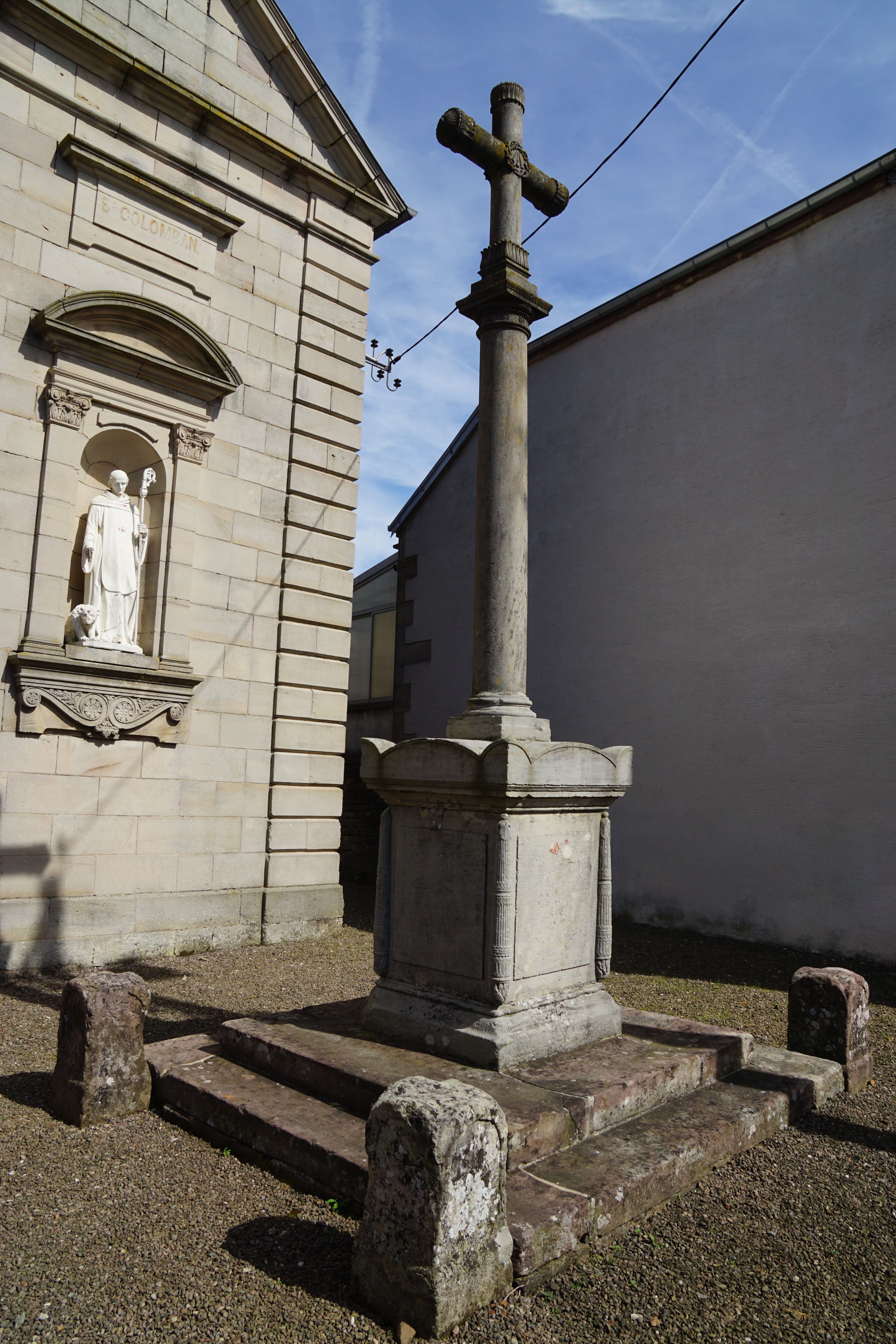
Croix.
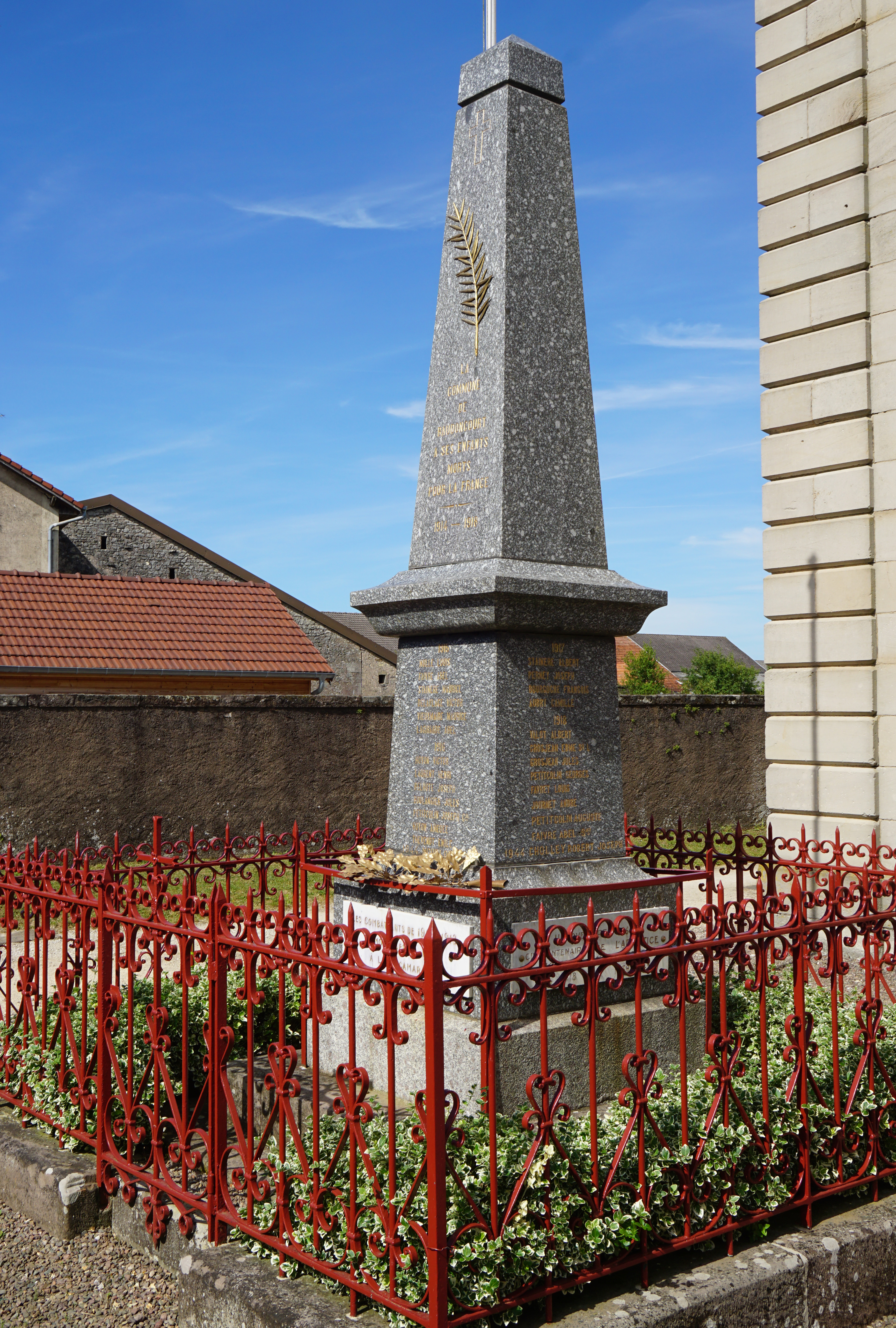
Monument aux morts.
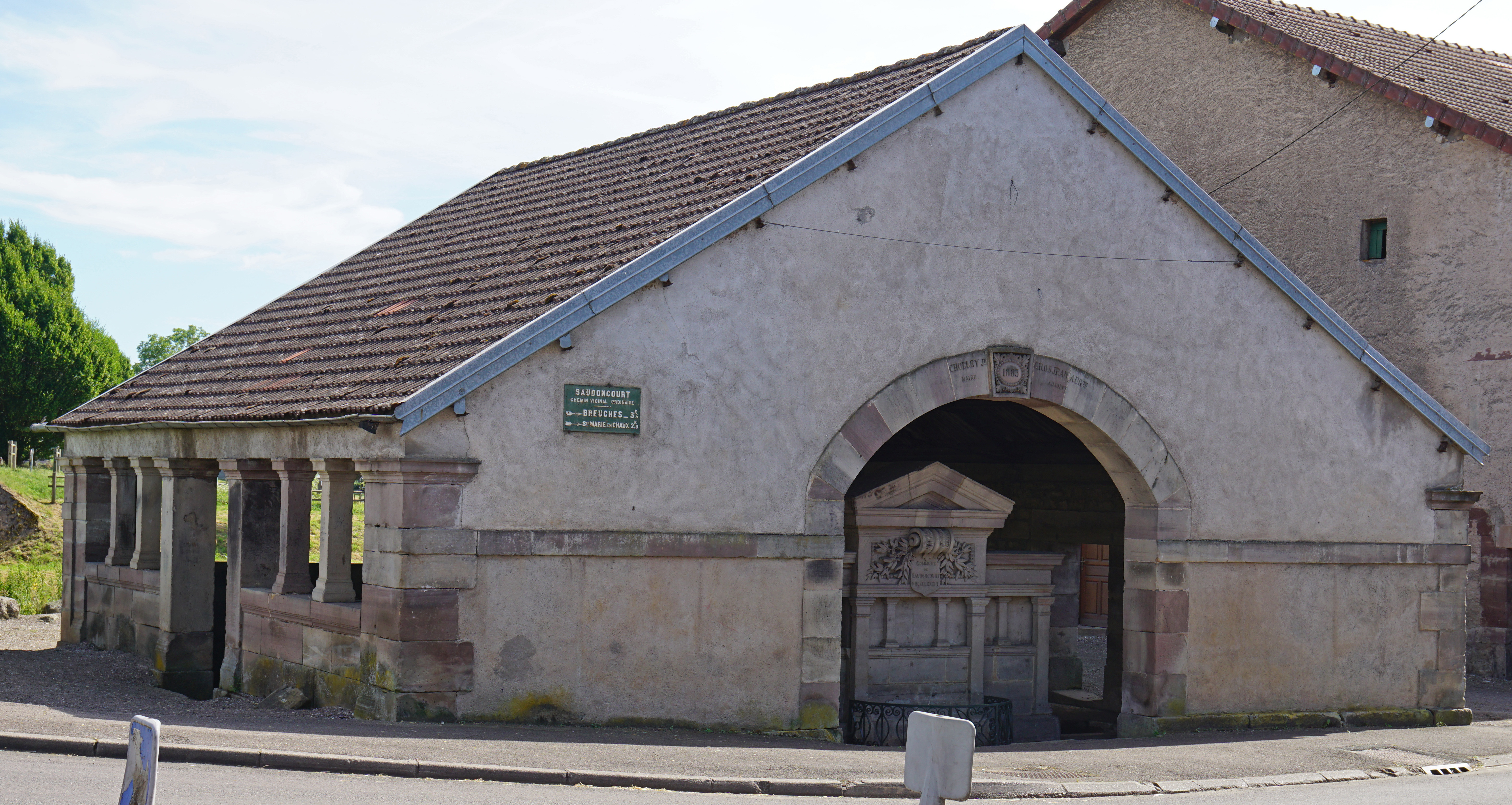
Le lavoir.
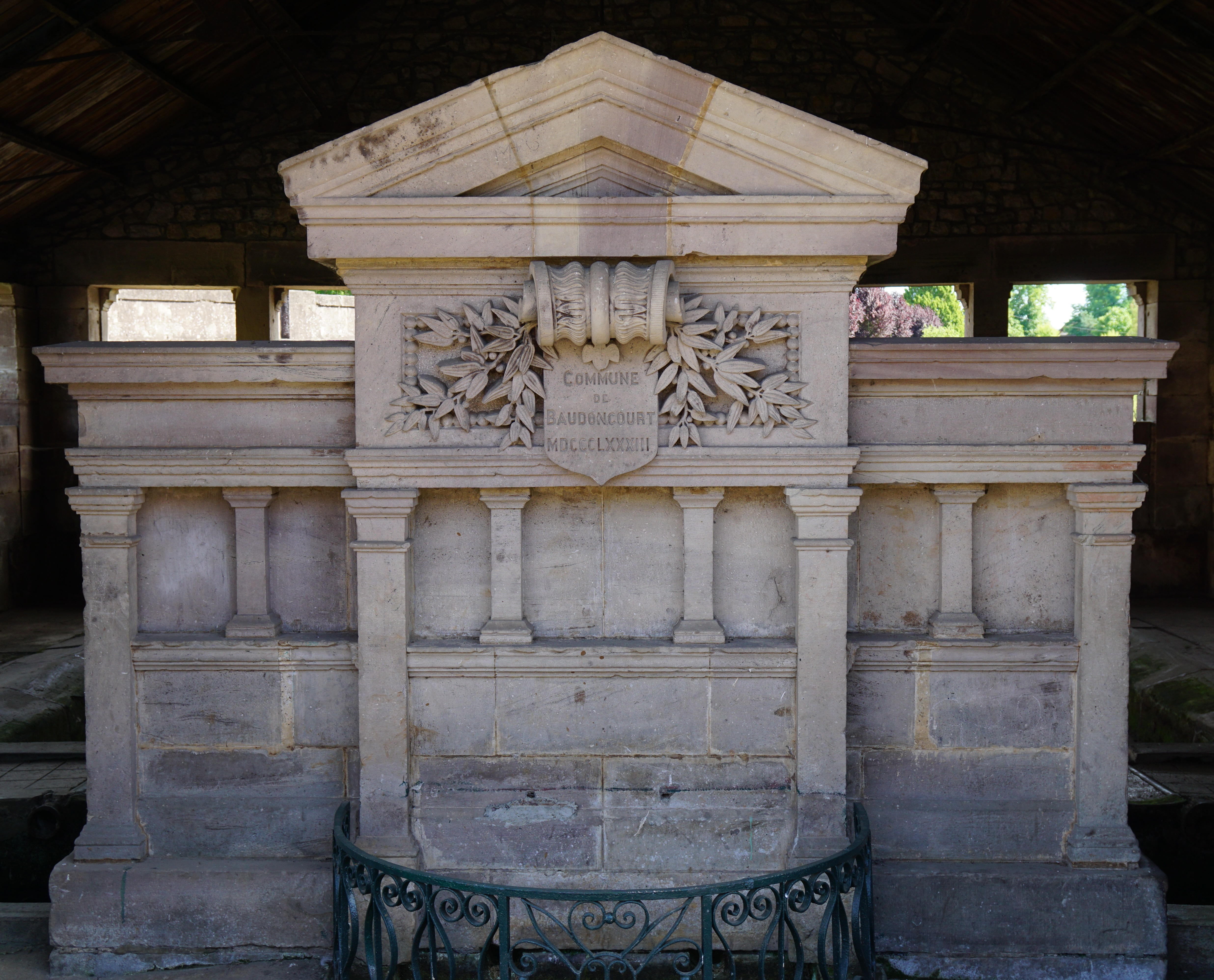
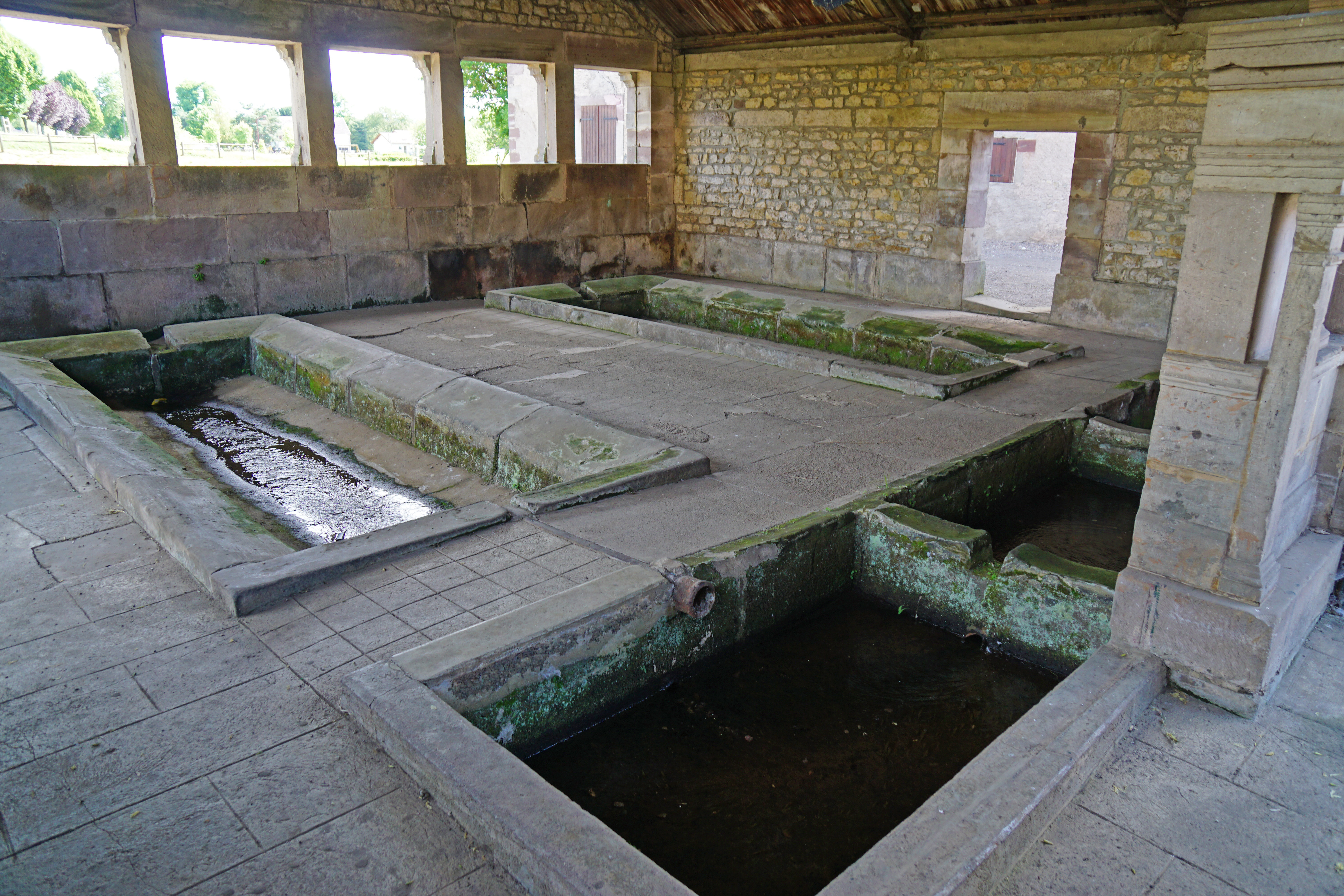
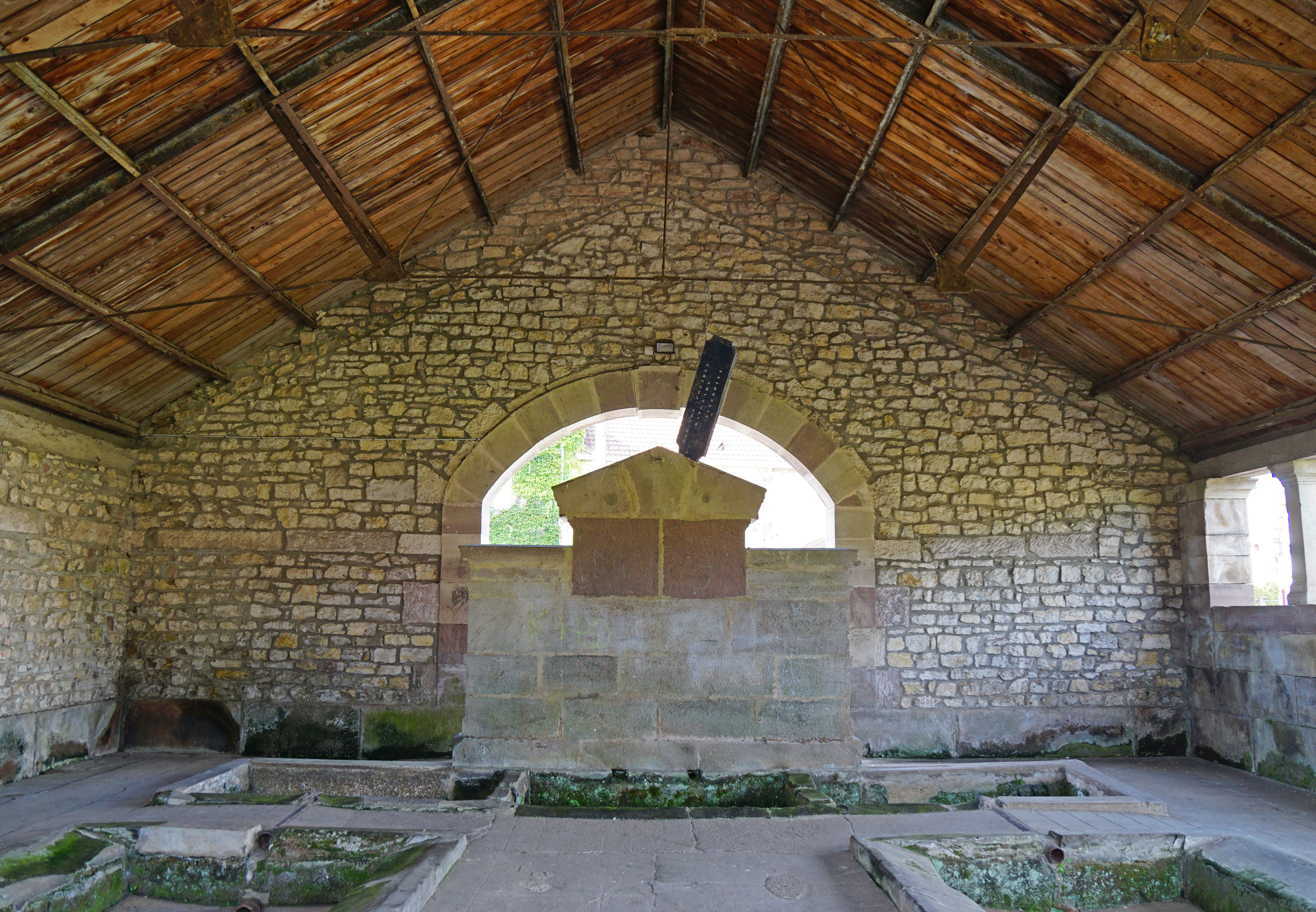

### Personnalités liées à la commune
- Saint patron du village : Saint Jean Porte latine.